# Samogłowowate
Samogłowowate (Molidae) – rodzina ryb rozdymkokształtnych (Tetraodontiformes).

## Występowanie
Niemal wszystkie morza i oceany strefy ciepłej i umiarkowanej.

## Cechy charakterystyczne
- ciało owalne, bez łusek
- skóra twarda i gruba
- mały otwór gębowy z zębami zrośniętymi na kształt dzioba
- brak płetw brzusznych
- brak linii bocznej

## Klasyfikacja
Rodzaje zaliczane do tej rodziny:
Masturus — Mola — Ranzania